# نوپسرها پرفوراتا
نوپسرها پرفوراتا یک گونه سوسک از خانوادهٔ سوسک‌های شاخک‌دراز است. استفان فون برونینگ در سال ۱۹۵۸ این گونه را توصیف و بررسی کرد. این گونه در کشور اتیوپی یافت شده است.